# Katholische Pfarr- und Wallfahrtskirche St. Wolfgang im Salzkammergut

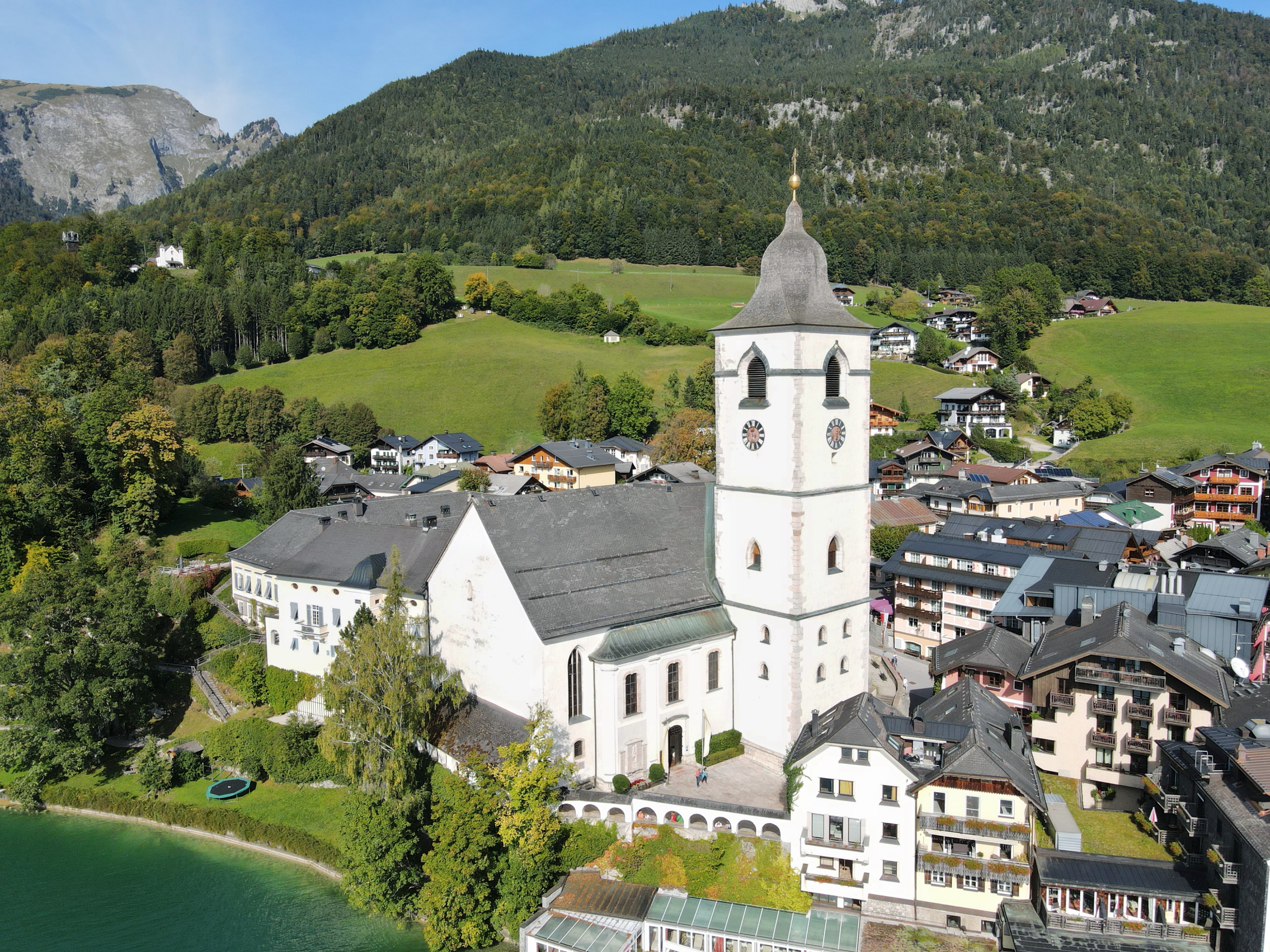
Pfarr- und Wallfahrtskirche St. Wolfgang

Die katholische Pfarr- und Wallfahrtskirche St. Wolfgang ist ein denkmalgeschütztes Kirchengebäude in St. Wolfgang im Salzkammergut im Bezirk Gmunden (Oberösterreich). Das wuchtige ortsbildprägende Gebäude steht direkt am Nordostufer des Wolfgangsees auf einem Felsen. Die Gemeinde gehört zum Dekanat Bad Ischl in der Diözese Linz.

## Geschichte und Architektur

### Vorgängerkirchen
Die älteste urkundliche Erwähnung der Wallfahrtskirche, als Filialkirche der Klosterpfarre Mondsee stammt von 1183. Das Vorhandensein einer steinernen Kirche ist in einer Urkunde von 1291 erwähnt.
Als älteste bekannte Vorgängerkirche ist die Johanneskirche belegt, sie wurde angeblich vom Hl. Wolfgang von Regensburg im Jahr 976 gebaut. Neben dieser wurde später eine romanische Kirche errichtet, die den Anforderungen der aufblühenden Wallfahrt gerecht wurde; sie wurde mehrfach verändert und vergrößert, den letzten Umbau nahm Ulrich der Maurer 1413 vor. Die Umrisse dieser Kirche entsprechen dem des geschmiedeten Gitters um den Doppelaltar von Schwanthaler.
Das Gebäude wurde 1429 durch einen Brand zerstört, es blieben drei spätromanische Portale erhalten. Der damalige Abt Simon Reuchlin von Mondsee ordnete einen Neubau an.

## Heutige Kirche

20-Schilling-Münze (1998)

Es wurde ein zweischiffiger, recht kurzer Bau errichtet, bei dem an der Stirnseite der Hauptaltar stand. Genau an dieser Stelle befand sich die Andachtsstätte Wolfgangs. Heute ist dies der Westteil mit den ungleich breiten Schiffen. Zu dieser Zeit wurde zur Betreuung der Wallfahrer ein Mönchskonvent, als eine Art Filiale von Mondsee gegründet. Der notwendige Betraum für die Mönche wurde an das breitere Schiff angefügt. Die beiden Teile der Kirche wurden durch einen Lettner abgeteilt. Ende des 17. Jahrhunderts ließ Abt Cölestin Colb den Lettner abbrechen, so dass der Blick auf den Pacher-Altar frei wurde. Statt des alten Wallfahreraltares zum Hl. Wolfgang errichtete Thomas Schwanthaler einen großen Doppelaltar. In der linken Seite werden heute die Wolfgangheiligtümer und die Gnadenstatue aufbewahrt. Die Wolfgangzelle wurde 1713 mit einer Rokokokapelle umbaut und an die Kirche angeschlossen. Die Kirche ist im Wesentlichen noch im Stil der Spätgotik erhalten.
Der Innenraum ist eine weite gotische Halle. Die Wände und die Decken sind fast ganz mit barocken ornamentalen Fresken bemalt. Im Chorraum sind an der Decke die 14 Nothelfer und vier Kirchenlehrer dargestellt; Mittelpunkt sind Jesus und Maria.

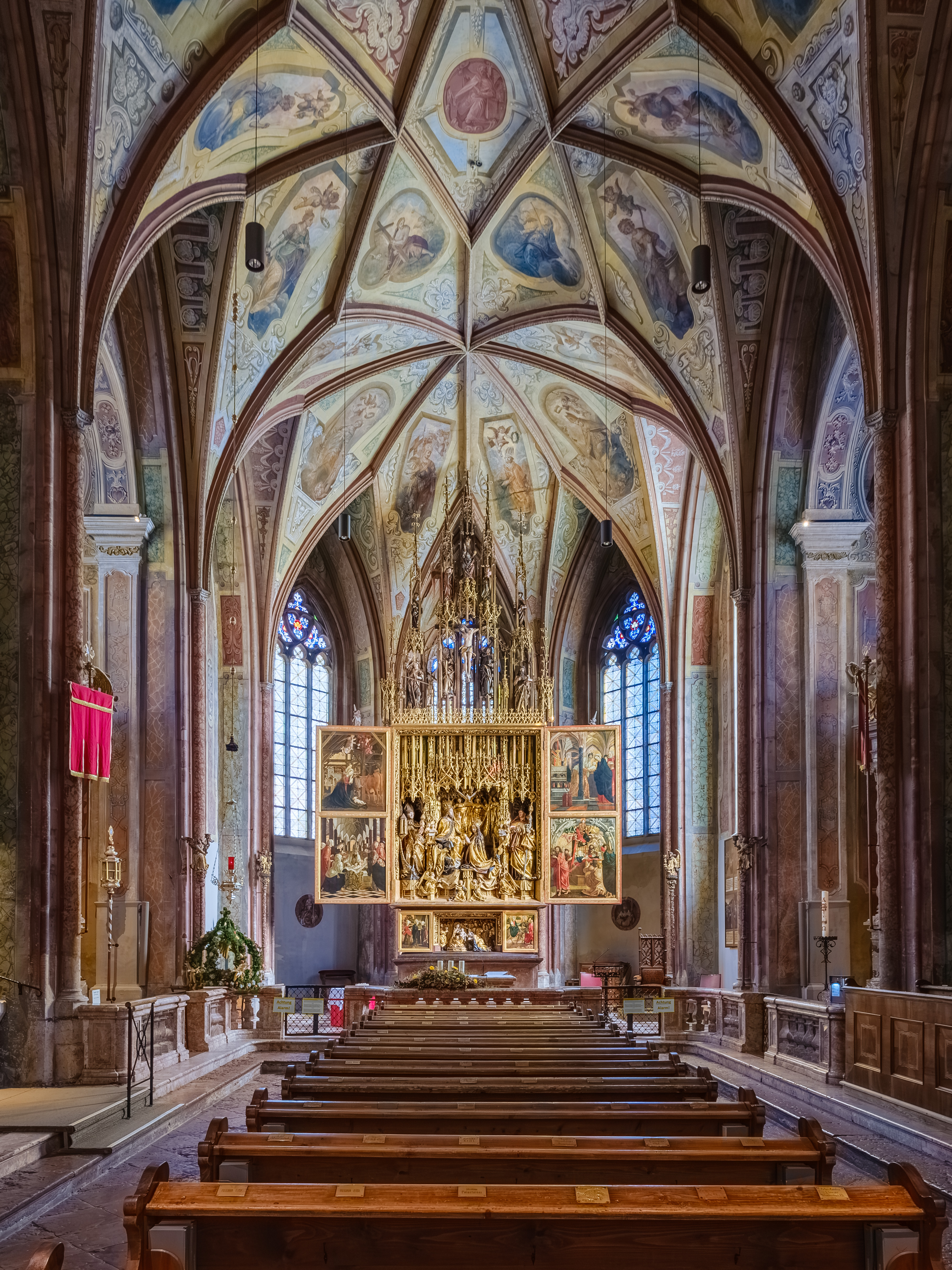
Das Hauptschiff

Das wuchtige Gebäude steht auf hohen Stützmauern. An der Seeseite befinden sich ein kleinerer Hof und ein Arkadengang. Über dem südlichen Tor ist im Bogenfeld ein gotisches Brustbild aus der Zeit um 1400 mit der Darstellung des Wolfgang angebracht, über dem Westtor ist ein verklärter Christuskopf zu sehen und über dem vermauerten Nordtor ein Relief mit dem Lamm Gottes. Alle drei Portale sind Überreste der 1429 niedergebrannten Kirche.

## Wolfgangizelle und Bußstein

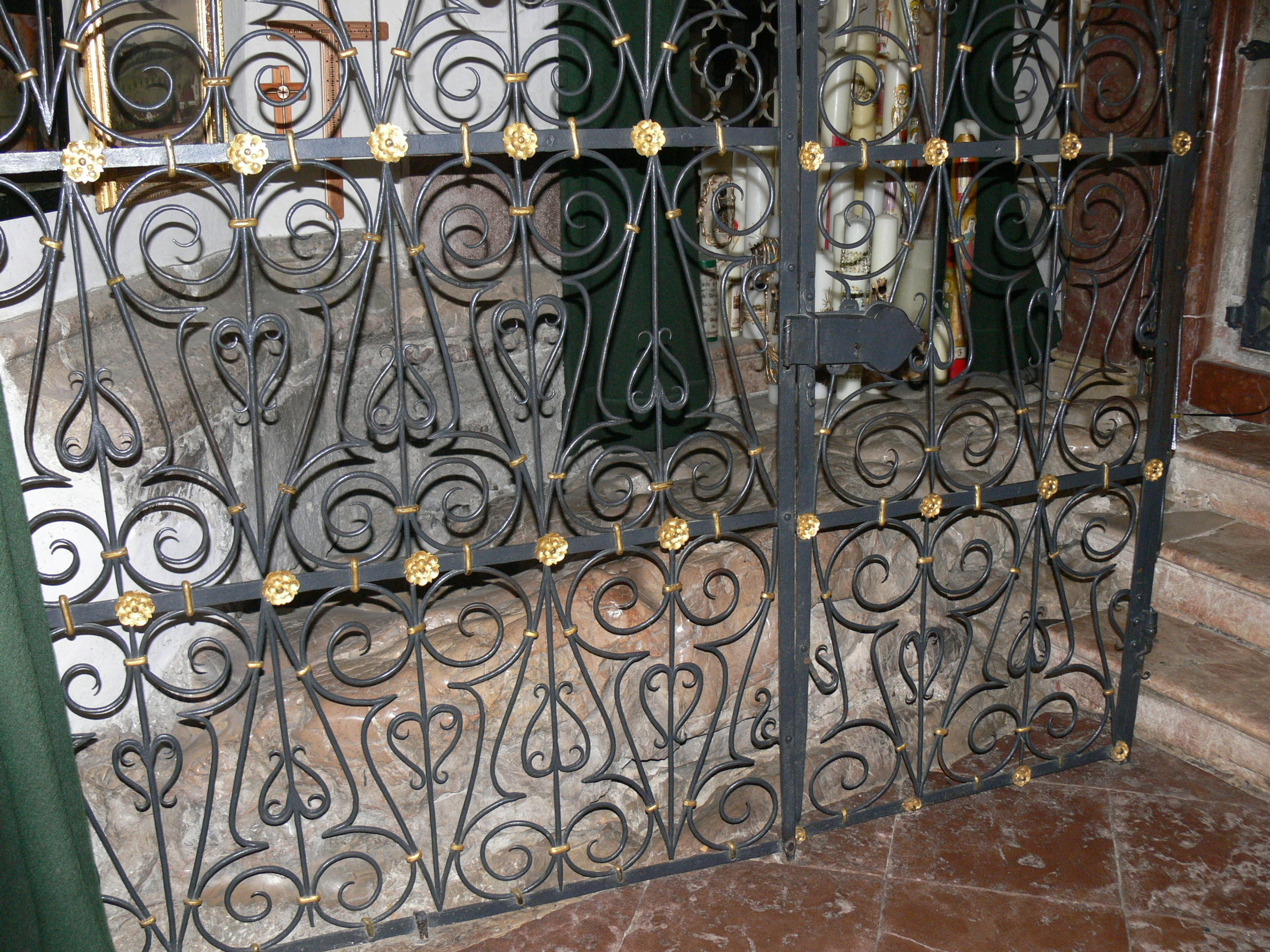
Bußstein in der Wolfgangkapelle

Ursprünglich standen der Bußstein und die Wolfgangizelle außerhalb des Kirchengebäudes, sie wurden im Jahr 1713 durch einen Anbau in die Kirche mit einbezogen.

## Wallfahrt
Die Wallfahrt wurde 1306 erstmals urkundlich erwähnt, aus der Urkunde ist zu entnehmen, dass die Wallfahrt schon viel früher einsetzte. Für die Pilger wurde 1315 eine Herberge gebaut. Von da an nahm die Zahl der Wallfahrer bis zur Reformationszeit stetig zu. Danach nahm die Verehrung ab und zwei Jahrzehnte danach wieder zu. Erst in der Aufklärungszeit unter Kaiser Josef II wurde die Wallfahrt aufgegeben, weil alle Wallfahrten verboten wurden, bei denen die Gläubigen übernachteten. Die Wallfahrt erholte sich sehr langsam, erst im 20. Jahrhundert kamen wieder mehr Pilger, allerdings wurden die damaligen Zahlen nie mehr erreicht. Etwa 80 Pilgergruppen treffen pro Jahr mit Bussen ein, einige veranstalten auch längere Fußwallfahrten.
Der Pilgerbrunnen auf einer Terrasse über dem Marktplatz war ein wichtiger Bestandteil der Wallfahrt. Der Abt Wolfgang Haberl von Mondsee, ein Freund Kaiser Maximilians I. ließ den Brunnen errichten. Der Brunnen wurde 1515 nach einem Entwurf von Peter Müllich, von Lienhard Rännacher aus Glockenmetall gegossen, der Guss wurde in Passau vorgenommen. Er trägt am Brunnenrand folgende Inschrift: zu nutz und frumen der armen pihgrumb dye nit haben gelt umb wein dye sollen pey dissem Wasser freilich sein. Die Anlage ist von einer Statue mit der Darstellung des Wolfgang bekrönt unter den Wasserrohren befinden sich vier urinierende nackte Männchen. Der Brunnenfuß ist mit allegorischen Figuren geschmückt. Die Überdachung ist kunsthistorisch wichtig, es handelt sich hier um eines der frühesten Renaissancedenkmäler im Land.

## Legenden
Der Überlieferung nach wurde die Kirche von Bischof Wolfgang von Regensburg gebaut. Bischof Wolfgang von Regensburg kam 976 in das Benediktinerkloster Mondsee und ging dann weiter in die Gegend am Abersee (Wolfgangsee). Auf dem Falkenstein, als Einsiedler lebend, fasste er den Entschluss, eine Kirche zu bauen. Der berühmte Beilwurf sollte als göttliche Fügung über den Standort entscheiden. Wolfgang warf vom Falkenstein aus eine Hacke in das Tal. Er gelobte an der Stelle, an der sie aufgeschlagen würde, eine Kirche und eine Klause zu errichten. Auf einem felsigen Hügel fand er nach drei Tagen Suche das Beil; er begann unverzüglich damit, eine Kirche zu bauen. Als Wolfgang einmal an einem Sonntag seine übliche Gebetszeit versäumte, warf er sich auf den harten Fels, um Buße zu tun. Der Fels allerdings wurde weich und bildete die Abdrücke seiner Hände und Füße ab. Wolfgang gewann die Ansicht, Gott habe ihm gezeigt, dass er in seiner Gnade stehe. Dieser Bußstein ist im Bereich der Kirche erhalten, einige Pilger glauben, er sei von einer sog. positiven Energie umgeben.
Eine Zeit nach der Fertigstellung der Kirche wollte Wolfgang an seinen Bischofssitz nach Regensburg übersiedeln. Die Kirche rückte von ihrem Standort ab und wollte ihn begleiten. Wolfgang befahl ihr zu bleiben und still zu verharren, weil Gott es so wollte.

## Altäre

### Schwanthaler Altar
Solange der Lettner nicht abgerissen war, stand an dieser Stelle der Wallfahreraltar. Der Altar ist ein Werk des Thomas Schwanthaler, einem Bildhauer aus Ried im Innkreis. Eigentlich sollte dieser Altar ein Ersatz für den Pacher-Altar werden, da der gotische Altar in der Barockzeit keinen Gefallen mehr fand. Aus Respekt vor der Arbeit Pachers, soll Schwanthaler den Abt von Mondsee, Kolb, bewogen haben, den alten Altar nicht zu entfernen, sondern für den neuen Altar einen anderen Platz zu bestimmen. Der Bau wurde 1675 begonnen und 1676 beendet und ist hochbarock.
Der Altar ist überreich mit Figuren verziert, allein 68 Engel und Engelsköpfe sind vorhanden; als schönste gelten die Engel zu den Seiten des Tabernakels, sie schwenken ein Weihrauchfass. Die rechte Altarhälfte wird als Sakramentsaltar benutzt. Die Figur des Wolfgang thront zentral umgeben von Engeln, die seine Attribute tragen, über dem Tabernakel. In der linken Altarhälfte steht eine Figur des Wolfgang aus der Zeit um 1430, sie ist das Gnadenbild und Ziel der Wallfahrt. Die Figur trägt einen faltenreichen Chormantel, sie besitzt markante Gesichtszüge. Die Heilige Familie wird auf ihrer Wallfahrt zum Tempel in Jerusalem gezeigt. An jeder Seite des Altares steht eine große Figur, es sind die Heiligen Benedikt und Scholastika. Im oberen Teil wird die Marienkrönung gezeigt, sie wird von Johannes dem Täufer und Christoph begleitet. Der hl. Michael, als Klosterpatron von Mondsee, bekrönt den Altar. Das Umfassungsgitter wurde 1559 geschmiedet und ist bemalt.

### Sonstige Altäre

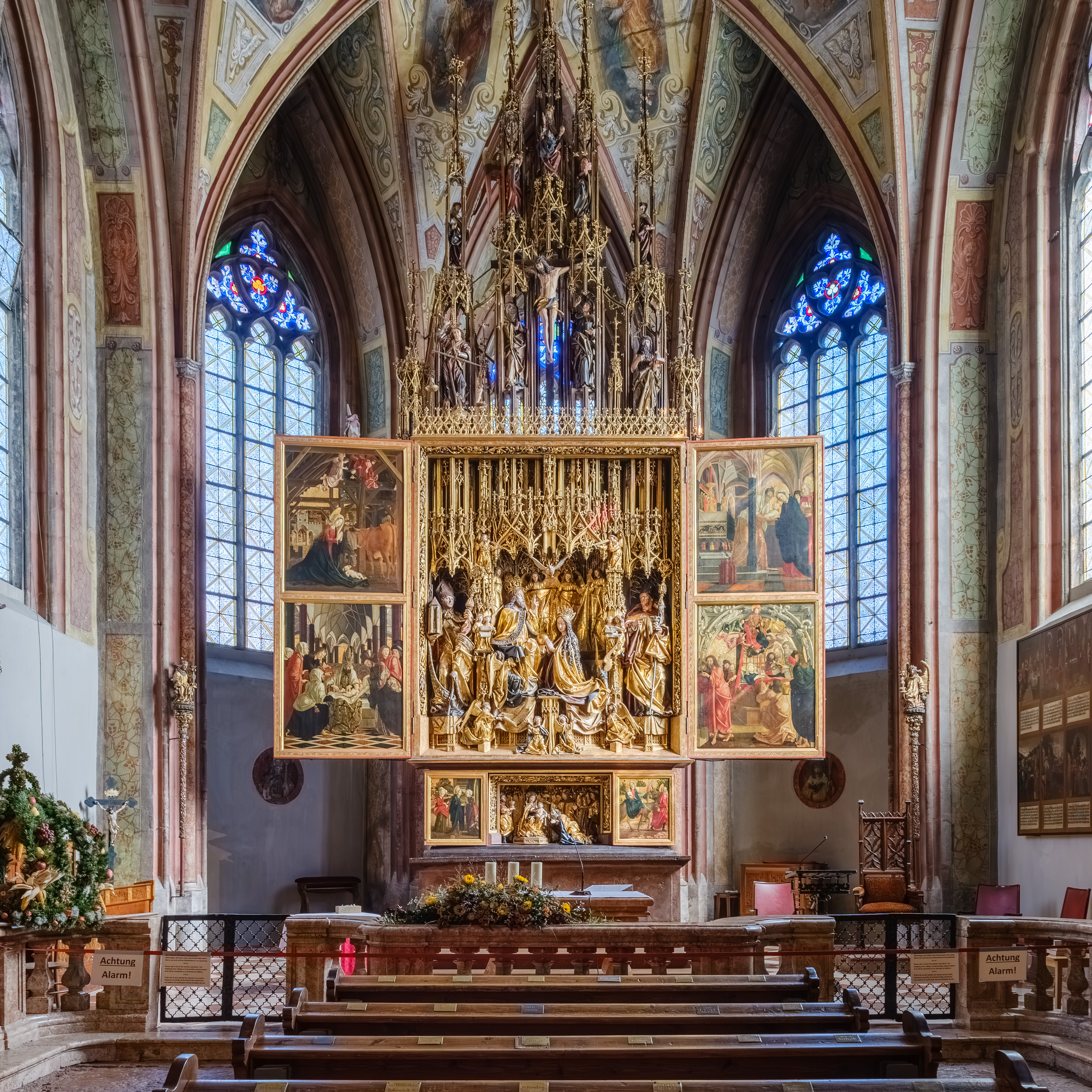
Pacher-Altar

- Bekanntestes Stück der Ausstattung ist der Pacher-Altar. Der Flügelaltar mit drei Schauseiten ist der einzige komplett erhaltene Altar des Michael Pacher.
- Die beiden Altäre aus Marmor wurden 1713 von dem Hofkünstler Jakob Zanusi aus Salzburg angefertigt.
- Ein Schüler Guggenbichlers, Anton Koch, fertigte 1740 den Josefsaltar an. Dieser diente früher wohl als Altar für die männlichen Wallfahrer. Das Altarbild zeigt den Tod des Josef von Nazareth. Der Hl. Simon, eine barocke Arbeit, ist mit einem wallenden Bart ausgestattet.
- Der Annenaltar wurde ebenfalls von Anton Koch gebaut. Das Altarbild zeigt Anna mit ihrer Tochter Maria. Dieser Altar wurde früher für die weiblichen Pilger genutzt.[13]
- Der Kreuzaltar ist ebenfalls eine Arbeit von Guggenbichler. Das Altarbild zeigt die heilige Gertrud als Fürbitterin für die armen Seelen. Die Gebärden der Assistenzfiguren, Johannes und Maria, wirken ausdrucksstark. An diesem Altar werden Gebete für die Verstorbenen gesprochen.[13]
- Auch der Rosenkranzaltar wurde von Guggenbichler gebaut. Der Altar wirkt überladen, mit einer großen Menge an Bildwerken. Der Altar wird über und über von Engelsfiguren mit lieblichem Ausdruck bedeckt, sie tragen die Symbole der Gottesmutter. Auf der linken Seite wird Abraham gezeigt, wie er seinen Sohn Isaak zur Opferstätte führt. Auf der anderen Seite führt der Erzengel Raphael den Tobias. Als Grundlage für das Altarbild diente ein theologisches Thema.[13]

## Ausstattung

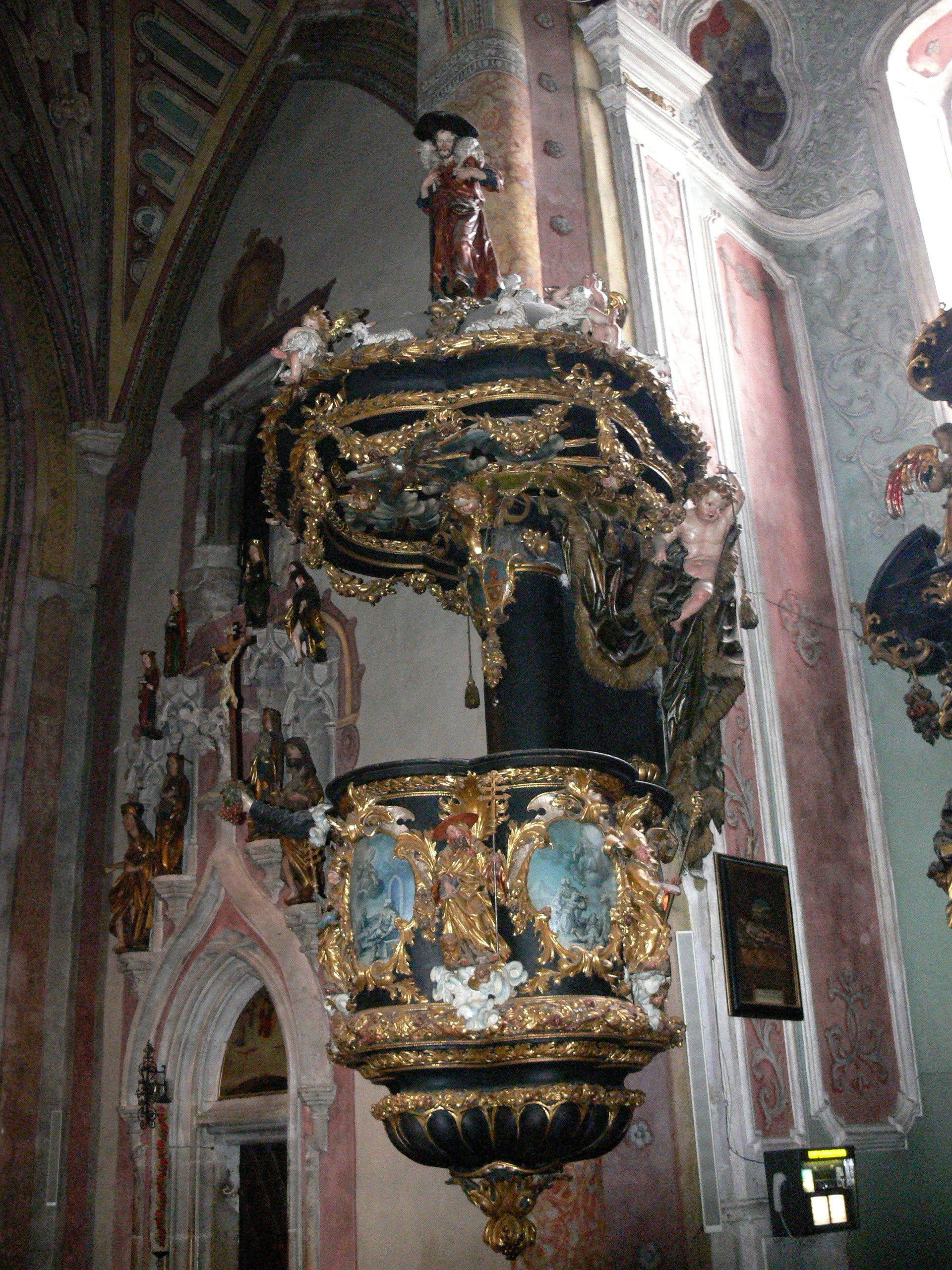
Kanzel

- An der Außenseite der Wolfgangkapelle steht gegenüber dem Pilgerbrunnen eine barocke Wolfgangfigur aus der * Schule des Guggenbichler.
- Auf zwei alten Tafeln, die neben dem Westportal hängen, wird das Leben des Wolfgang erzählt.
- Das gotische Apostelfresko wurde stark übermalt. Das Fresko darüber zeigt die Himmelfahrt der Maria, es wurde 1636 geschaffen und gilt als schwache Arbeit. Auf der gegenüberliegenden Wand ist das Fresko Michael im Kampf mit den Teufeln zu sehen.[14]
- In der Sakristei werden einige Gegenstände verwahrt, die an den Aufenthalt des Wolfgang erinnern, sie sind für die Öffentlichkeit nicht zugänglich.
- Die Kanzel ist eine Arbeit des Klosterbildhauers von Mondsee, Meinrad Guggenbichler. Guggenbichler ist bekannt für seine reizvollen Kinderdarstellungen. Auf dem Schalldeckel liegen mit Lämmern spielende Engelkinder zu Füßen des guten Hirten. Die Brüstung ist mit Darstellungen der Kirchenväter geschmückt und auf den grünen Bildern werden die Wunder des Wolfgang gezeigt. Ein Arm der ein Kreuz hält, ragt aus der Brüstung.
- Der leidende Heiland gilt als eines der schönsten barocken Holzschnitzwerke in Österreich. Meinrad Guggenbichler schuf die Statue aus einem ausgehöhlten Stück Holz. Christus zeigt mit erstaunlicher Gestik seine Wunden und die Leidenswerkzeuge. Die Darstellung wirkt sehr real mit einem ergreifenden Eindruck.[13]
- Der wuchtige Turm beherbergt ein fünfstimmiges Bronzegeläute in Schlagtonfolge d1 - fis1 - a1 - h1 - d2 das in einem massiven Holzglockenstuhl hängt.

## Orgel

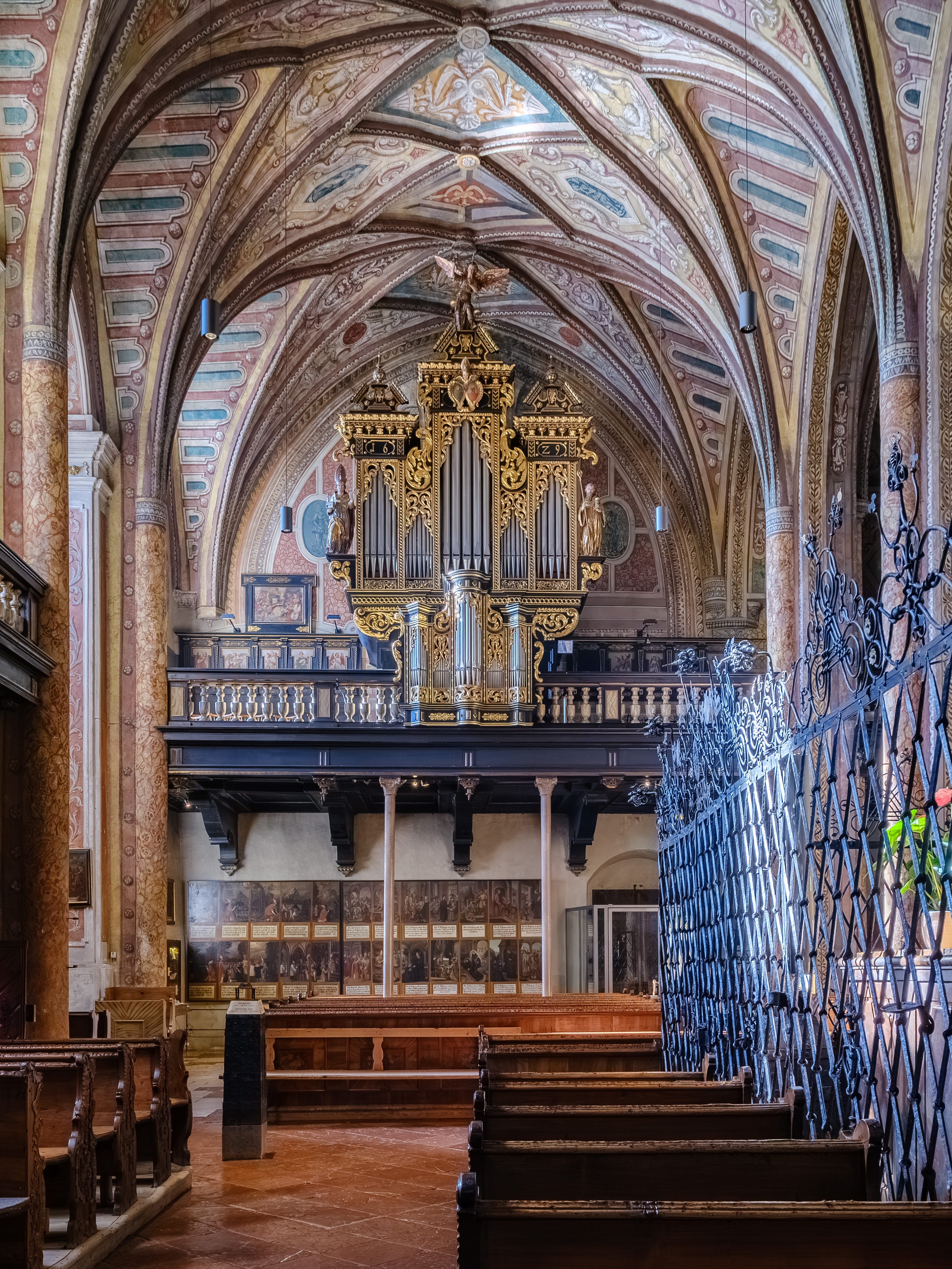
Die Orgelempore

Die äußere Gestaltung der Orgel war 1629 von Hans Waldburger im Stil der Spätrenaissance geschaffen worden, der sie mit Figuren, darstellend Wolfgang und Benedikt ausgestattete. 1980 baute die Beckerath GmbH ein neues Instrument mit 28 Registern (II/P) ins alte Gehäuse ein. 1988 ließ man zwei Pedal-Register austauschen, 2005 die Betreuung der „Orgelbau Felsberg AG“ übergeben, 2006 die Prinzipale von Jean-Marie Tricoteaux umintonieren und schließlich die Orgel nach einem Stimmsystem von Frank-Harald Greß neu temperieren.